# Стэйси: Атака зомби-школьниц
«Стэ́йси» (яп. ステーシー), также известен как «Стейси: Атака зомби-школьниц» — японская зомби-комедия режиссёра Наоюки Томомацу, рассказывающая о мире, в котором девочки-подростки неминуемо превращаются в зомби. Выпущена в 2001 году. Основана на новелле рок-музыканта Кэндзи Ацуси, напечатанной в 1997 году.

## Сюжет
В ближайшем будущем человечество поразила страшная болезнь. Все девушки в возрасте от 15 до 17 лет после периода так называемой предсмертной радости умирают, после чего воскресают в качестве стейси (нарицательное по имени самой первой жертвы) — живых мертвецов, единственная цель которых пожирать человеческую плоть. Повторно убивать стейси лучше всего разрезанием на 165 частей. Мировое население уменьшается за несколько лет наполовину.
В фильме развиваются несколько сюжетных линий.
Доктор Инугами Сукэкиё, охраняемый военными, ведёт исследование таинственной болезни. Для этого он проводит многочисленные эксперименты на стейси, используя в качестве подопытных переродившихся студенток женского музыкального учебного заведения. Одна из них, Момо — названная сестра помощника доктора Арита, который устроился на эту работу только чтобы найти девушку и увести отсюда. Арита приглянулся начальнице охраны, работающей ради возможности убивать девушек, более молодых чем она.
Производить повторное убиение вправе только родственники стейси и правительственный отряд «Ромеро»; однако бойцам отряда трудно оставаться хладнокровными.
Три подружки решают заработать перед неминуемой смертью и объединяются в нелегальный отряд для уничтожения стейси «Дрю», клиенты которому обеспечены, поскольку «Ромеро» очень заняты. Их первый заказ — никто иная как Момо, повторно убить которую попросил её отец.
Девушка Эйко, у которой уже начался период предсмертной радости, выбирает провести свои последние дни с одиноким молодым человеком Сибукава, занимающимся изготовлением кукол-марионеток; он же согласно её замыслу должен будет и повторно убить её после превращения в стейси. Сибукава принимает предложение, а затем влюбляется в Эйко.

## Создатели
- Наокацу Ито — продюсер.
- Наоюки Томомацу — режиссёр.
- Кэндзи Ацуси — автор литературной основы.
- Тисато Оогавара — сценарист.
- Масахидэ Ииока — оператор.

Актёры
- Нацуки Като — Эйко
- Тосинори Оми[яп.] — Сибукава
- Ямасаки Кацуюки[яп.] — Арита
- Маи Фукуда[яп.] — Момо
- Хаяси Томока[яп.] — военный
- Оя Хисакатсу[яп.] — стейси, повторно убитая «Ромеро»
- Юкидзиро Хотару[яп.] — стейси, повторно убитая «Ромеро»
- Сакамото Макото[яп.] — Мацуи
- Кэндзи Ацуси[яп.] — в рекламе бензопилы
- Хинако Саэки[яп.] — в рекламе бензопилы
- Норман Инглэнд[яп.] — Джефф
- Сюнгику Утида — капитан Сунага
- Цутихира Домпэй[яп.] — вице-капитан Харухи
- Ёдзи Танака[яп.] — Рокуяма
- Ясутака Цуцуи — Инугами Сукэкиё

- Томока Хаяси — Нозоми
- Юкидзиро Хотару
- Сиро Мисава
- Масаёси Ногами — отец Момо